# Joseph Ricou
 (mai 2024).
La mise en forme du texte ne suit pas les recommandations de Wikipédia : il faut le « wikifier ».
Les points d'amélioration suivants sont les cas les plus fréquents. Le détail des points à revoir est peut-être précisé sur la page de discussion.
- Les titres sont pré-formatés par le logiciel. Ils ne sont ni en capitales, ni en gras.
- Le texte ne doit pas être écrit en capitales (les noms de famille non plus), ni en gras, ni en italique, ni en « petit »…
- Le gras n'est utilisé que pour surligner le titre de l'article dans l'introduction, une seule fois.
- L'italique est rarement utilisé : mots en langue étrangère, titres d'œuvres, noms de bateaux, etc.
- Les citations ne sont pas en italique mais en corps de texte normal. Elles sont entourées par des guillemets français : « et ».
- Les listes à puces sont à éviter, des paragraphes rédigés étant largement préférés. Les tableaux sont à réserver à la présentation de données structurées (résultats, etc.).
- Les appels de note de bas de page (petits chiffres en exposant, introduits par l'outil «  Source ») sont à placer entre la fin de phrase et le point final[comme ça].
- Les liens internes (vers d'autres articles de Wikipédia) sont à choisir avec parcimonie. Créez des liens vers des articles approfondissant le sujet. Les termes génériques sans rapport avec le sujet sont à éviter, ainsi que les répétitions de liens vers un même terme.
- Les liens externes sont à placer uniquement dans une section « Liens externes », à la fin de l'article. Ces liens sont à choisir avec parcimonie suivant les règles définies. Si un lien sert de source à l'article, son insertion dans le texte est à faire par les notes de bas de page.
- La présentation des références doit suivre les conventions bibliographiques. Il est recommandé d'utiliser les modèles {{Ouvrage}}, {{Chapitre}}, {{Article}}, {{Lien web}} et/ou {{Bibliographie}}. Le mode d'édition visuel peut mettre en forme automatiquement les références.
- Insérer une infobox (cadre d'informations à droite) n'est pas obligatoire pour parachever la mise en page.

Pour une aide détaillée, merci de consulter Aide:Wikification.
Si vous pensez que ces points ont été résolus, vous pouvez retirer ce bandeau et améliorer la mise en forme d'un autre article.
 (mai 2020).
Pour les articles homonymes, voir Ricou.
Joseph Ricou est un médecin chirurgien français spécialiste de médecine tropicale, né en 1876 (Le Moule, Guadeloupe). Médecin-major à l'hôpital du Val de Grâce à Paris, puis directeur du Service sanitaire de la Concession française de Shanghai (Chine) de 1905 à 1920, il termine sa carrière comme directeur de l’hôpital général de Pointe-à-Pitre (Guadeloupe). Il décède en 1957. Le centre hospitalier universitaire de Pointe-à-Pitre porte son nom depuis 1977, en hommage à sa compétence et à son dévouement.

## Biographie

### Origines en Guadeloupe
Cécile Constant Joseph Ricou naît le 22 novembre 1876 à Le Moule, en Guadeloupe, fils d’un couple de commerçants d’une famille créole, d’origine angevine, installée aux Antilles depuis plusieurs générations. Ses parents sont François Joseph Ricou (1840-1905), commerçant, négociant, et Marie Louise Constance Mauréaux (1844-1906), habitant Le Moule, au nord-ouest de l’île.

### Sa vie avec Élise Roux à Paris
Arrivé à Paris en 1895 pour y faire son service militaire et ses études de médecine, Joseph Ricou rencontre Élise Roux, avec qui il s’installe à côté de Montparnasse, au 3 rue Victor-Considérant. Alors qu'il est encore étudiant en médecine, ils ont deux filles, mais qui meurent de maladie à 17 mois chacune, à un an d’intervalle : Henriette, Anne-Marie, Isabelle (née le 27 octobre 1897, décédée le 16 avril 1899 à Paris) et Marie-Thérèse, Cécile, Albertine (née le 31 mars 1899, décédée chez sa nourrice, le 1er août 1900 dans le Loiret).
Joseph Ricou et Élise Roux se marient le 14 novembre 1901, avec le consentement des parents Ricou, envoyé de Guadeloupe. Le couple s’installe au 22 rue Lalande, près de Montparnasse. Une fois diplômé, Ricou installe son domicile et son cabinet dans un vaste appartement, 270 boulevard Raspail. Fin 1904, il embarque de Toulon pour la Chine, en tant que médecin militaire. À cette époque, son épouse commence à fréquenter les cafés et les cercles d’artistes de Montparnasse, en compagnie de leurs amis Paul Fort, Guillaume Apollinaire, Alexandre Mercereau. Élise se fait alors connaitre sous le nom de Léone Ricou.
Durant son service militaire à Paris, Léone et lui décident de divorcer, d’un commun accord, en 1916. Elle conserve en location l’appartement du 270 boulevard Raspail dans lequel elle reçoit de nombreuses personnalités du monde artistique. Néanmoins, le couple reste en bons termes, comme le précise Léone dans ses lettres à Brancusi. En 1916, Ricou se remarie à Paris, avec Uranie Coppin (1883-1975). Ils divorceront en novembre 1930.

### Médecin militaire
En 1915, pendant la guerre, Ricou est mobilisé à Paris, où il est affecté comme infirmier puis comme médecin aide-major au Gouvernement militaire de Paris, et enfin à l’hôpital de Port-Royal à Paris. Il habite alors au 5-7, rue Delambre (Paris 14e). En 1918, il est mis en disponibilité en attente d'un ordre d'affectation au Service de santé du gouvernement. En 1923, il est affecté aux Troupes de groupes des Antilles et nommé médecin aide-major de 1re classe de réserve à titre définitif (domicile 112, avenue Victor-Hugo Paris 16e).

## Carrière médicale

### La mission sanitaire de Shanghai
Ricou travaille avec deux amis médecins, venus comme lui des Antilles, Marc Fourniols (Martinique) et Paul Louis-Guillaume (Guadeloupe), qui deviendra en 1919, chirurgien en chef de l’hôpital général de Tours, professeur titulaire d’anatomie en 1924, directeur de l’école de médecine en 1928. Ricou a deux autres collègues médecins, qui sont ses témoins de mariage : une femme médecin, Marie-Xavier Fourniols, auteur d’une thèse sur la diphtérie, et Eugène Cottard, qui dirigera l’École française de médecine de Beyrouth au Liban.
Dès 1907, le Dr Ricou est à la tête de la Mission médicale de Shanghai, qu’il dirigera durant 30 ans, où il travaillera sans relâche pour améliorer les conditions sanitaires de la Concession française de Shanghai et pour lutter contre les épidémies, notamment la peste en 1910.

### Hôpital général de Pointe-à-Pitre
Quittant définitivement la Chine, il retourne en Guadeloupe en 1936. Il devient chirurgien-chef de l ’hôpital général de Pointe-à-Pitre. Après la libération, lorsque les militaires sont remplacés par du personnel civil, Joseph Ricou devient directeur de cet établissement.
Il se marie pour la troisième fois le 31 octobre 1948 à Pointe-à-Pitre, avec Marie Ludgère Joséphine Jeangir (1895-). Il est nommé chevalier de la Légion d’honneur. Il décède en 1957. En signe de reconnaissance, deux rues sont baptisées de son nom en Guadeloupe, l’une dans sa commune natale, Le Moule, l’autre dans la capitale de l’île, Pointe-à-Pitre.